# 遠藤嘉基
遠藤 嘉基（えんどう よしもと、1905年5月31日 - 1992年6月23日）は、日本の国語学者、京都大学名誉教授。

## 来歴
1930年京都帝国大学国文科卒業、成城高等学校講師、大阪外国語学校講師ののち、1935年京都帝大講師、1939年助教授、1949年京都大学文学部教授、1950年文学博士。1953年国語審議会委員、1969年定年退官、大谷女子大学教授。
1975年叙勲三等授旭日中綬章。1992年叙正四位。
訓点研究を中心に国語史研究を行った。
父は、遠藤金市（熊本高等工業学校第4代校長）。祖父（金市の義父）は、遠藤董（鳥取盲聾唖学校創立者）。

## 著書
- 『訓点資料と訓点語の研究』国文学会、1952年。
- 『国語教育の諸問題』文教書院、1953年。
- 『ことばと文学 古典随想』中央図書出版、1959年。
- 『新講和泉式部物語』塙書房、1962年。
- 渡辺実共著『現代文解釈の基礎』中央図書出版、1963年（1987年新訂版・2021年ちくま学芸文庫）
- 『欧洲紀行』中央図書出版社、1965年。
- 松井利男共著『古典解釈文法』和泉書院、1982年。
- 『芭蕉を読む』創拓社〈対談〉、1989年。
- 『王朝』王朝文学協会 洛文社〈遠藤嘉基博士古稀記念論叢〉、1974年。